# 日本元気劇場
日本元気劇場（にっぽんげんきげきじょう）は、石川県加賀市に存在する日本文化を主題としたテーマパーク。

## 経歴
2006年1月30日に加賀百万石時代村が閉園し、任意整理に入り、2006年5月に大江戸温泉物語（キョウデン系列）が経営権を取得し、2009年7月18日に加賀百万石時代村跡地に開園。総敷地面積は東京ドーム9個分。
クラフト（キョウデン子会社）が運営。HIROZが中心に活動し、CMイメージキャラクターにははるな愛を起用。忍者・戦国時代・江戸時代・海軍などの劇場やアトラクションが存在し、戦艦三笠ミュージアムは実物の2/3の部分を原寸大で再現したもので、『坂の上の雲』のロケ地となった。
2009年4月-9月に『橋本ひろしの日本元気劇場!』（橋本ひろしによる日本元気劇場関連ラジオ番組）が放送された。
2013年1月14日に休園。